# Gregorio Aglipay
Gregorio Aglipay Cruz y Labayan (in latino Gregorius Aglipay; Batac, 5 maggio 1860 – Manila, 1º settembre 1940) è stato un presbitero, rivoluzionario e attivista filippino, di ideali nazionalisti e di fede cattolica prima della sua scomunica.
Noto per aver promosso attività di ribellione patriottica all'interno del clero filippino, partecipò alla Guerra filippino-americana per combattere la presenza statunitense nel paese. Per diverse sue azioni ritenute intollerabili dalla Chiesa cattolica, fu scomunicato dall'arcivescovo di Manila Bernardino Norzaleda y Villa a maggio del 1899, sotto richiesta di papa Leone XIII. Successivamente divenne uno stretto collaboratore di Isabelo de los Reyes, con il quale fondò la Chiesa filippina indipendente nel 1902. Quest'ultima rifiutava l'autorità spirituale del Papa e abolì il celibato ecclesiastico, permettendo a tutti i suoi membri di sposarsi.
Da maggio del 1918 si affiliò alla massoneria e nel 1935 si candidò senza successo alle elezioni presidenziali, classificandosi terzo alle spalle di Manuel Quezón ed Emilio Aguinaldo. Nel 1939 sposò Pilar Jamias y Ver, nativa di Sarrat, Ilocos Norte. Morì a Manila l'anno successivo.
I membri della Chiesa filippina indipendente sono spesso noti come Aglipayani. La Chiesa episcopale degli Stati Uniti d'America celebra la sua ricorrenza il 5 settembre.